# Louvain
Pour les articles homonymes, voir Louvain (homonymie).
Ne doit pas être confondu avec Louvain-la-Neuve, section d'Ottignies-Louvain-la-Neuve, autre ville de Belgique.
Pour l’article ayant un titre homophone, voir Louvin.
Louvain (en néerlandais : Leuven ; en allemand : Löwen) est une ville néerlandophone de Belgique située en Région flamande, chef-lieu de la province du Brabant flamand et chef-lieu de l'arrondissement qui porte son nom. Elle est arrosée par la Dyle, affluent du Rupel.
La ville connaît une croissance démographique régulière tout au long des années 2000-2020 avec un peu plus de 104 000 habitants en 2024.
C'est une ville universitaire où siège la KU Leuven (Katholieke Universiteit Leuven qu'oon pourrait traduire en français par « université catholique de Louvain »), université flamande née de la scission de la plus ancienne université de Belgique. 
Louvain est aussi connue pour abriter le siège de l'entreprise AB InBev,  le plus grand groupe brassicole au monde. Louvain est la capitale de la bière en Belgique.

## Histoire
La première mention de Louvain remonte à 891 (Loven), quand une armée Viking y est défaite par l'empereur d'Allemagne Arnulf de Carinthie. Selon la légende, les couleurs de la ville, rouge-blanc-rouge, veulent montrer les rives de la rivière Dyle couvertes de sang après la bataille.
Située sur cette rivière et à proximité de la forteresse des ducs de Brabant, Louvain devint le centre de commerce le plus important du duché entre le XIe et le XIVe siècle. Un signe de son ancienne importance comme ville drapière se marque grâce à la toile de lin de Louvain, connue dans les textes à la fin du XIVe siècle et au XVe siècle sous le nom de Lewyn (orthographes : Leuwyn, Levyne, Lewan (e), Lovanium, Louvain).
Au XVe siècle, un nouvel âge d'or commença en 1425 avec la fondation par un prince français, le duc de Brabant Jean de Bourgogne (1403-1427), de la plus grande et la plus ancienne université des Pays-Bas : l'Université de Louvain. Cette université fut supprimée en 1797 et remplacée par l'École centrale de Bruxelles. En 1817, l'Université d'État de Louvain redonne à la ville son université. En 1835, cette dernière est remplacée par l'Université catholique de Louvain (UCL).
Au XVIIIe siècle, Louvain se développa même en importance du fait d'une brasserie florissante destinée à devenir plus tard Interbrew (devenue InBev, puis Anheuser-Busch InBev), la plus grande société de brasserie du monde (en termes de quantités brassées). La brasserie Stella Artois, qui appartient à InBev domine avec ses grands bureaux tout le nord-est de la ville, entre la gare de chemin de fer et le canal vers Malines.
Le 23 novembre 1870, un ballon monté parti de Paris, alors assiégé par les Prussiens, termine sa course à Louvain.
En 1874, un tramway à cheval dessert la gare et la chaussée de Bruxelles. En 1892, un réseau de tramways vicinaux est constitué. En 1912, un réseau urbain est électrifié.

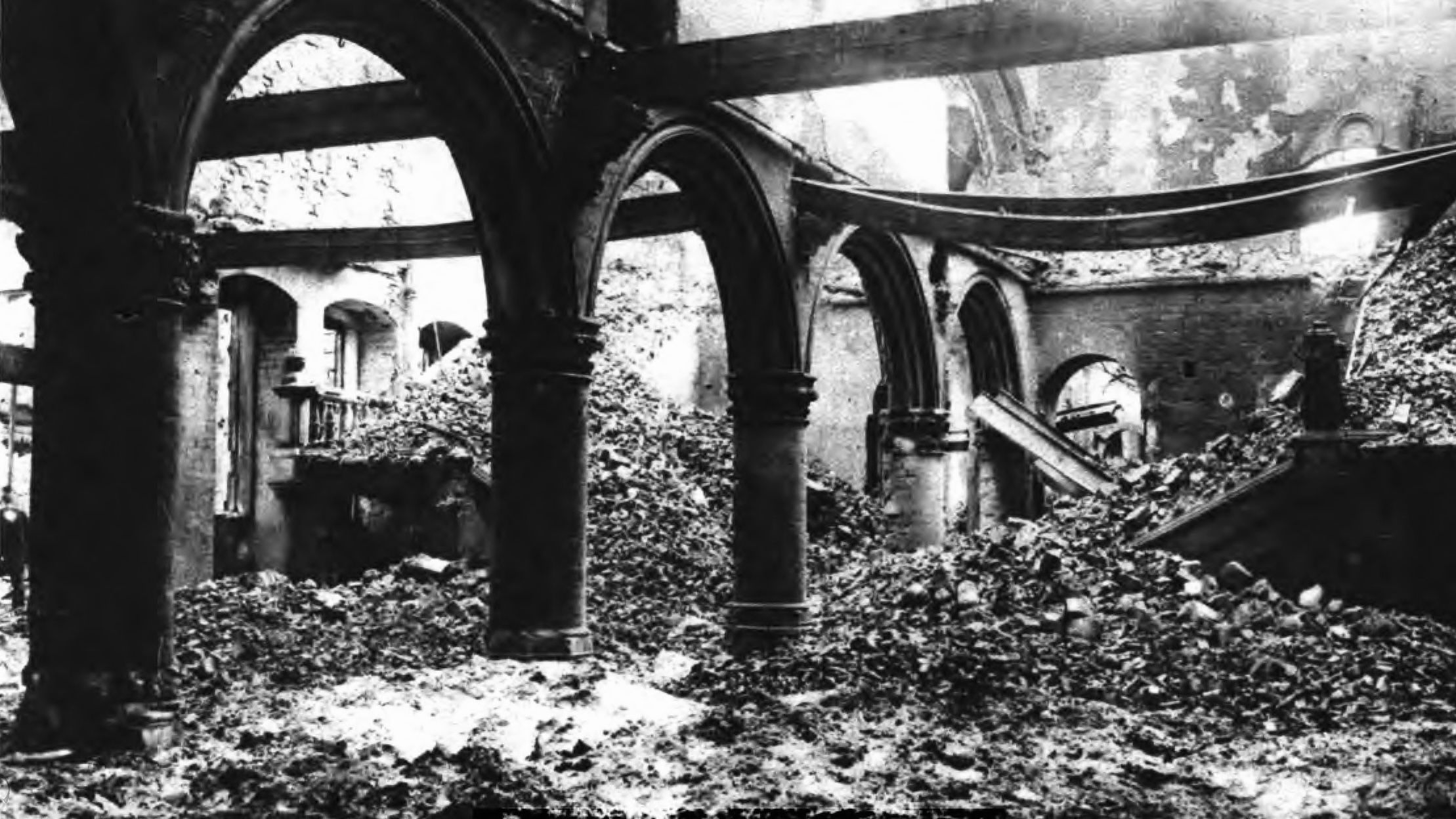
Louvain en 1915.

En 1914, lors de la Première Guerre mondiale, les troupes allemandes dévastèrent Louvain ; la bibliothèque de l'université, notamment, disparut dans les flammes. Elle fut reconstruite après le conflit grâce à des fonds recueillis aux États-Unis par souscription et à des indemnités de guerre payées par l'Allemagne. Au début de la Seconde Guerre mondiale, cette bibliothèque fut à nouveau incendiée lors des combats. En avril et en mai 1944, la ville fut gravement endommagée par les bombardements Alliés.
À la fin des années 1960, Louvain fut le théâtre de l'affaire de Louvain, une très importante crise politique et communautaire qui mena à la création d'une entité universitaire francophone juridiquement indépendante, implantée dans sa majeure partie à Louvain-la-Neuve, et qui s'intitule officiellement Université catholique de Louvain (UCLouvain).
Les Archives de l’État sont présentes à Louvain depuis 2001, à la suite de la scission de la province de Brabant en 1995. Elles occupent le sous-sol et le rez-de-chaussée du Collège Villers, un bâtiment classé situé à la Vaartstraat (non loin de la gare et de la grand-place).
La ville est notamment connue pour être le premier centre mondial regroupant les archives du philosophe allemand Edmund Husserl, fondateur de la Phénoménologie (philosophie). Les "Archives Husserl" ont été fondées par le philosophe belge Herman Leo Van Breda à l'Institut supérieur de philosophie de Louvain, où ont enseigné, entre autres, Jacques Lacan, Paul Ricœur, Emmanuel Levinas, Maurice Merleau-Ponty, Jacques Derrida et Karl Popper.
Le répertoire du rituel des classes d’âge de Louvain a été inscrit en 2011 par l'UNESCO sur la liste représentative du patrimoine culturel immatériel de l'humanité.

## Héraldique
|  | La commune possède des armoiries qui lui ont été octroyées le 18 novembre 1996. La plus ancienne utilisation de la fasce d'argent comme armoiries de Louvain date d'un sceau datant de 1621. On peut voir le petit écu entre deux tours ou une ville fortifiée. Les armoiries sont identiques aux armoiries historiques du Lothier ou Basse-Lotharingie. Au début du XIIe siècle, le comte Godefroid Ier de Louvain devient duc de Basse-Lotharingie et ses armoiries sont ensuite transférées à la ville. Au Moyen Âge, la ville a également utilisé une devise : « Louange au-dessus, toujours Louange à Dieu », ou quelque chose comme « Louvain avant tout, mais louez toujours le Seigneur ». Au XVIIe siècle, la ville utilisa également une couronne au-dessus de l'écu, dont la taille et la forme changèrent régulièrement au cours des siècles. En 1810, le conseil communal adopta officiellement les anciennes armoiries, Louvain faisait alors partie de l'empire français, mais maintenant avec une couronne. Cela ne dura pas longtemps, car le 25 février 1813, la ville reçut de nouvelles armoiries. L'ancienne couronne n'a pas été accordée, mais les armoiries ont été augmentées d'un franc-quartier avec un "N." couronné. C'était le symbole utilisé par les bonnes villes de deuxième rang au sein de l'empire français. En outre, la ville était habilitée à utiliser un casque avec comme emblème une couronne murale sur laquelle s'élevait un bâton ou un caducée flanqué d'une branche d'olivier et de chêne. Après la chute de l’Empire français, la ville continua l’usage de l’ancien écu, mais n'en demanda jamais une reconnaissance officielle du gouvernement néerlandais. De même, après l'indépendance de la Belgique en 1830, la ville ne demanda pas de nouvelles armoiries. Finalement, le 29 avril 1845, la ville se vit accorder à nouveau des armoiries officielles. Celles-ci ont montré les armoiries historiques, mais maintenant avec un heaume et comme cimier un lion tenant les armoiries des ducs de Brabant, identiques aux armoiries nationales. Les ducs de Brabant descendaient des comtes de Louvain. En 1924, la ville fut mentionnée dans la liste des villes martyres de l'armée française en raison des souffrances de la Première Guerre mondiale. Elle fut donc autorisée à utiliser la croix de guerre française. Le conseil communal a donc demandé de nouvelles armoiries, portant maintenant la croix française. Ces armoiries ont été accordées le 2 mars 1926. Comme à l'accoutumée en Belgique à l'époque, les armoiries étaient décrites par décret royal en deux langues, le français et le néerlandais. Cependant, le champ de l'écusson est blasonné correctement dans le texte français comme étant de sable, mais dans le texte néerlandais comme étant d'argent. Comme Louvain est situé dans la partie néerlandophone de la Belgique, le texte néerlandais devrait avoir la préférence, mais son blasonnement était incorrect par rapport aux armes traditionnelles du duché de Brabant. Donc, les armoiries ont été tirées de la description française. À la suite des fusions de 1977, le 2 avril 1979, les armes ont été augmentées de trois tours, un pour chacune des anciennes municipalités. Ces armoiries sont restées en usage jusqu'en 1997, date à laquelle la ville est revenue aux armes de 1926, à présent blasonnées correctement. Blasonnement : De gueules à la fasce d'argent, qui est de Lothier. L'écu coiffé d'un heaume d'argent doublé de gueules, bordé d'or, au vantail et au collier du même, couronné d'une couronne murale de quatre tours aussi d'or, orné de lambrequins de gueules doublés d'argent, et sommé d'un lion assis d'argent tenant un écusson aux armes de Brabant, qui sont de sable au lion d'or armé et lampassé de gueules. Sous l'écu, une croix de guerre française avec palme. - Délibération communale : 4 janvier 1995 - Arrêté de l'exécutif de la communauté : 18 novembre 1996 - Moniteur belge : 25 mars 1997 Source du blasonnement : Heraldy of the World. |

|  | Blason de 1979 à 1997. Blasonnement : De gueules à une fasce d'argent accompagnée de trois tours du même maçonnées de sable. |

|  | Blason de 1813 à 1845. Blasonnement : De gueules à la fasce d'argent, au franc quartier des bonnes villes de seconde classe de l'Empire, qui est d'azur à la lettre N d'or surmontée d'une étoile du même. |

## Géographie

### Sections de la commune
Louvain est divisée en cinq sections, la section de Louvain comprend des territoires cédés par les communes de Korbeek-Lo et Haasrode lors des fusions de communes en 1977. 
| #  | Nom                           | Superf. (km²). | Habitants (2020). | Habitants par km² | Code INS |
| -- | ----------------------------- | -------------- | ----------------- | ----------------- | -------- |
| 1  | Louvain (centre)              | 5,70           | 31.087            | 5.457             | 24062A   |
| 1a | Leuven Korbeek-Lo             | 2,86           | 3.321             | 1.162             | 24062E   |
| 1b | Leuven industriepark Haasrode | 2,38           | 155               | 65                | 24062E   |
| 2  | Wilsele                       | 8,94           | 9.892             | 1.107             | 24062B   |
| 3  | Kessel-Lo                     | 13,30          | 30.317            | 2,279             | 24062C   |
| 4  | Heverlee                      | 19,75          | 23.555            | 1,193             | 24062D   |
| 5  | Wijgmaal                      | 4,59           | 3.793             | 827               | 24062F   |

### Géographie politique
Louvain est le chef-lieu du Brabant flamand. La ville est située à l'est de la région.

### Cours d'eau
Louvain est bordée par la Dyle, qui n'est pas navigable à cet endroit.
La Dyle entre dans Louvain par la Grande écluse de Louvain (Grote Spui en néerlandais), une écluse fortifiée construite au Moyen Âge et qui a joué pendant 200 ans le triple rôle de barrage de régulation des eaux, de maillon des fortifications de la ville et de point de contrôle des marchandises.

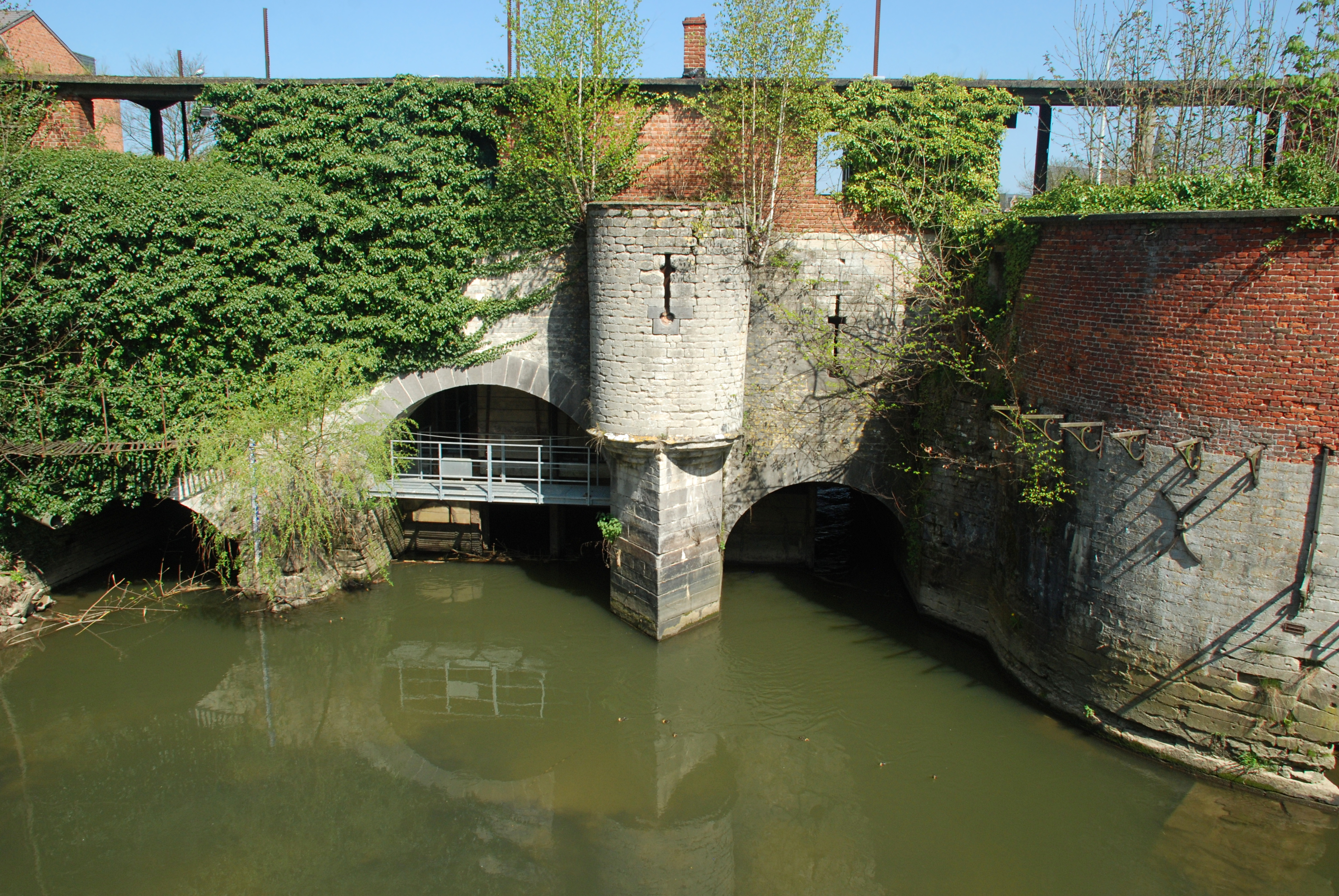
La Dyle quand elle entre dans la Grande écluse de Louvain.
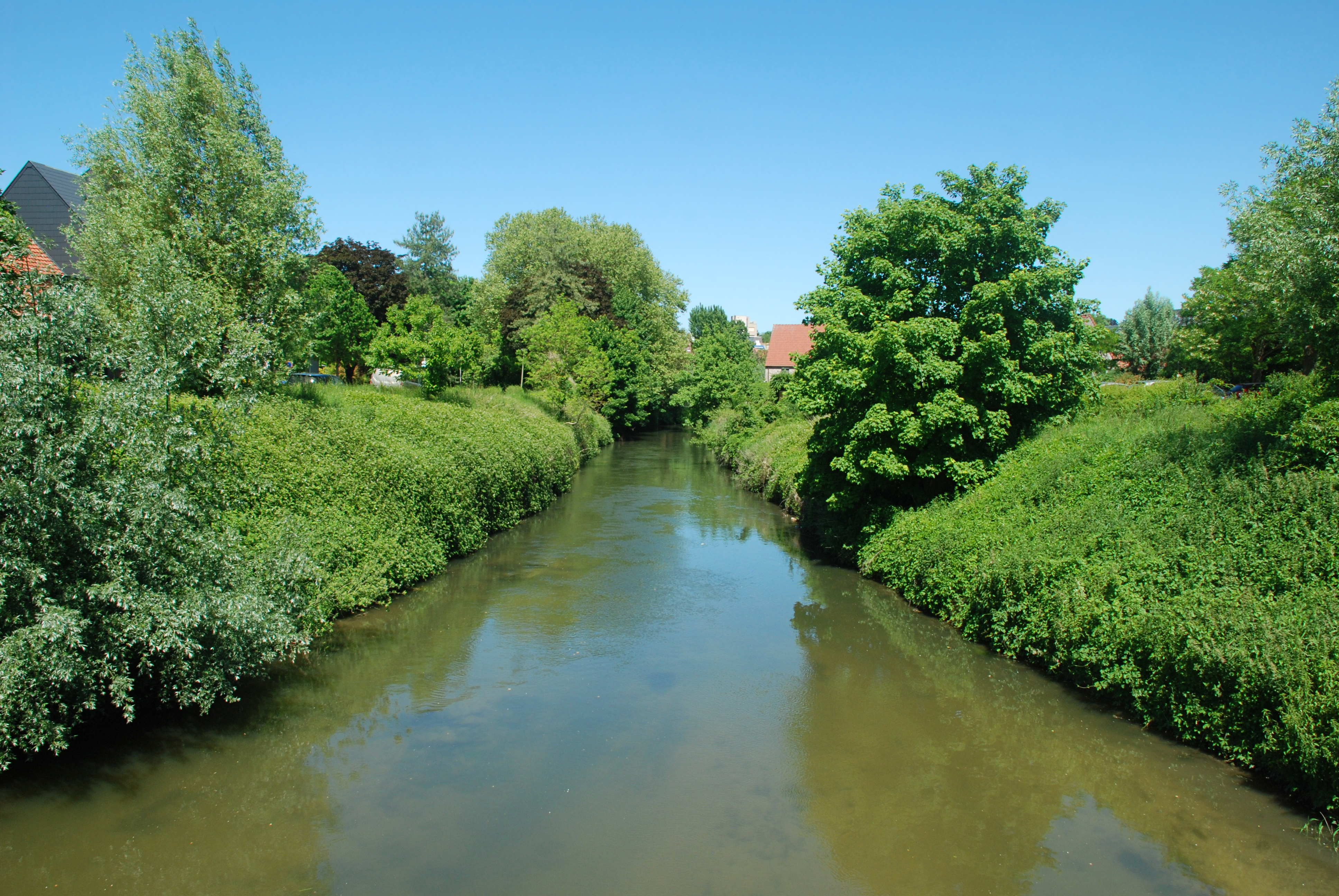
La Dyle quand elle sort de l'écluse et entre dans Louvain.

## Politique et administration

### Bourgmestres de Louvain depuis 1830
| Période         | Bourgmestre                                    | Parti            | Notes                                |
| --------------- | ---------------------------------------------- | ---------------- | ------------------------------------ |
| 1830 - 1833     | Jean de Neeff (1773-1833) (nl)                 | Unionisme        |                                      |
| 1833 - 1842     | Guillaume Van Bockel (nl)                      | Unionisme        |                                      |
| 1842 - 1852     | Ferdinand d'Udekem de Guertechin               | Parti libéral    |                                      |
| 1852 - 1863     | Charles de Luesemans                           | Parti libéral    |                                      |
| 1864 - 1869     | Henri Peemans (nl)                             | Parti libéral    |                                      |
| 1869 - 1872     | Theodoor Smolders (nl)                         | Parti catholique |                                      |
| 1872 - 1895     | Leopold Vander Kelen (nl)                      | Parti libéral    |                                      |
| 1896 - 1900     | Frederik Lints (nl)                            | Parti libéral    |                                      |
| 1901 - 1904     | Vital Decoster (nl)                            | Parti libéral    |                                      |
| 1905 - 1914     | Leo Colins (nl)                                | Parti libéral    |                                      |
| 1914 - 1918     | Oorlogsburgemeester (Première Guerre mondiale) |                  | Alfred Nerincx (1914 - 1918)         |
| 1918 - 1921     | Leo Colins (nl)                                | Parti libéral    |                                      |
| 1922 - 1926     | Ferdinand Smolders                             | Parti catholique |                                      |
| 1927 - 1932     | Remi Van der Vaeren (nl)                       | Parti catholique |                                      |
| 1933 - 1938     | Raoul Claes                                    | Parti libéral    |                                      |
| 1939 - 1941     | Remi Van der Vaeren (nl)                       | Parti catholique |                                      |
| 1941 - 1944     | Oorlogsburgemeester (Seconde Guerre mondiale)  | -                | Richard Bruynoghe (nl) (1941 - 1944) |
| 1944 - 1947     | Remi Van der Vaeren (nl)                       | Parti catholique |                                      |
| 1947 - 1952     | Alfons Smets (nl)                              | CVP              |                                      |
| 1952 - 1958     | François Tielemans (nl)                        | BSP              |                                      |
| 1958 - 1976     | Alfons Smets (nl)                              | CVP              |                                      |
| 1977 - 1994     | Alfred Vansina (nl)                            | CVP              |                                      |
| 1995 - 2018     | Louis Tobback                                  | sp.a             | f.f. Carl Devlies (1998)             |
| 2019 - en cours | Mohamed Ridouani                               | sp.a             |                                      |

### Élections communales de 2024
|                        |                                        |        |       |       |        |               |  |  |  |  |  |  |  |  |
| Parti                  | Parti                                  | Voix   | %     | +/-   | Sièges | +/-           |  |  |  |  |  |  |  |  |
|                        | Vooruit                                | 18 998 | 41,68 | 15,74 | 23     | 9             |  |  |  |  |  |  |  |  |
|                        | Nieuw-Vlaamse Alliantie (N-VA)         | 8 993  | 19,73 | 2,42  | 10     | 1             |  |  |  |  |  |  |  |  |
|                        | Christen-Democratisch en Vlaams (CD&V) | 6 614  | 14,51 | 1,59  | 7      | 1             |  |  |  |  |  |  |  |  |
|                        | Groen                                  | 5 345  | 11,73 | 7,95  | 5      | 5             |  |  |  |  |  |  |  |  |
|                        | Parti du travail de Belgique (PVDA)    | 2 113  | 4,64  | 0,05  | 1      | en stagnation |  |  |  |  |  |  |  |  |
|                        | Vlaams Belang (VB)                     | 1 828  | 4,01  | 0,43  | 1      | en stagnation |  |  |  |  |  |  |  |  |
|                        | Liberaal voor Leuven (LVL)             | 1 148  | 2,52  | Nv.   | 0      | en stagnation |  |  |  |  |  |  |  |  |
|                        | Volt Leuven                            | 324    | 0,71  | Nv.   | 0      | en stagnation |  |  |  |  |  |  |  |  |
|                        | Voor U                                 | 215    | 0,47  | Nv.   | 0      | en stagnation |  |  |  |  |  |  |  |  |
|                        |                                        |        |       |       |        |               |  |  |  |  |  |  |  |  |
| Suffrages exprimés     | Suffrages exprimés                     | 45 578 | 99,57 |       |        |               |  |  |  |  |  |  |  |  |
| Votes blancs et nuls   | Votes blancs et nuls                   | 197    | 0,43  |       |        |               |  |  |  |  |  |  |  |  |
| Total                  | Total                                  | 45 775 | 100   | -     | 47     | en stagnation |  |  |  |  |  |  |  |  |
| Abstention             | Abstention                             | 22 135 | 32,58 |       |        |               |  |  |  |  |  |  |  |  |
| Inscrits/Participation | Inscrits/Participation                 | 67 910 | 67,42 |       |        |               |  |  |  |  |  |  |  |  |

## Démographie

### Démographie: Avant la fusion des communes
- Source: DGS recensements population

### Démographie: Commune fusionée
Graphe de l'évolution de la population de la commune (la commune de Louvain étant née de la fusion des anciennes communes de Louvain, de Heverlee, de Kessel-Lo, de Wilsele et de Wijgmaal, les données ci-après intègrent les cinq communes dans les données avant 1977).
Les chiffres des années 1831 à 1970 tiennent compte des chiffres des anciennes communes fusionnées.
- Source: DGS , de 1831 à 1981=recensements population; à partir de 1990 = nombre d'habitants chaque 1 janvier[6]

## Toponymie
Le nom Louvain se rencontre pour la première fois en 891 sous la forme Luvanium ou Loven (voir aussi le drapeau et la devise du blason). On peut donc diviser le mot en deux parties, à savoir Lo et Ven. « Lo » voulait alors dire « forêt » et « Ven » « marais ». Une explication possible pour Louvain est donc « le marais près de la forêt ». L'explication est plausible, du fait que, lors de l'occupation de Louvain par les Vikings, ces derniers ont bâti un mur défensif autour de leur camp, sauf du côté marécageux qu'ils jugeaient infranchissable.[réf. nécessaire]

### Nom et surnoms
Les surnoms des habitants sont les « Pierrots » et les « tireurs de vaches ». Le premier renvoie aux habitants de la vieille paroisse (Saint-Pierre) et le second à un fait historique de 1691, à l'occasion duquel les habitants ont tiré la nuit sur des silhouettes qu'ils devinaient. Ils étaient assiégés à ce moment-là par les Français et s'imaginaient tirer sur des soldats ennemis. Au matin suivant ils se sont rendu compte qu'ils avaient canonné un troupeau de vaches.

## Particularités

### Un gentilé à la terminaison peu fréquente
Louvain partage avec Brive-la-Gaillarde, Douarnenez, São Paolo, Tulle, et, bien sûr, Louvain-la-Neuve, la rare particularité d'avoir un gentilé en -iste : les Brivistes, les Douarnenistes, les Paulistes, les Tullistes, les Louvanistes, les Néolouvanistes.

### Une ville universitaire

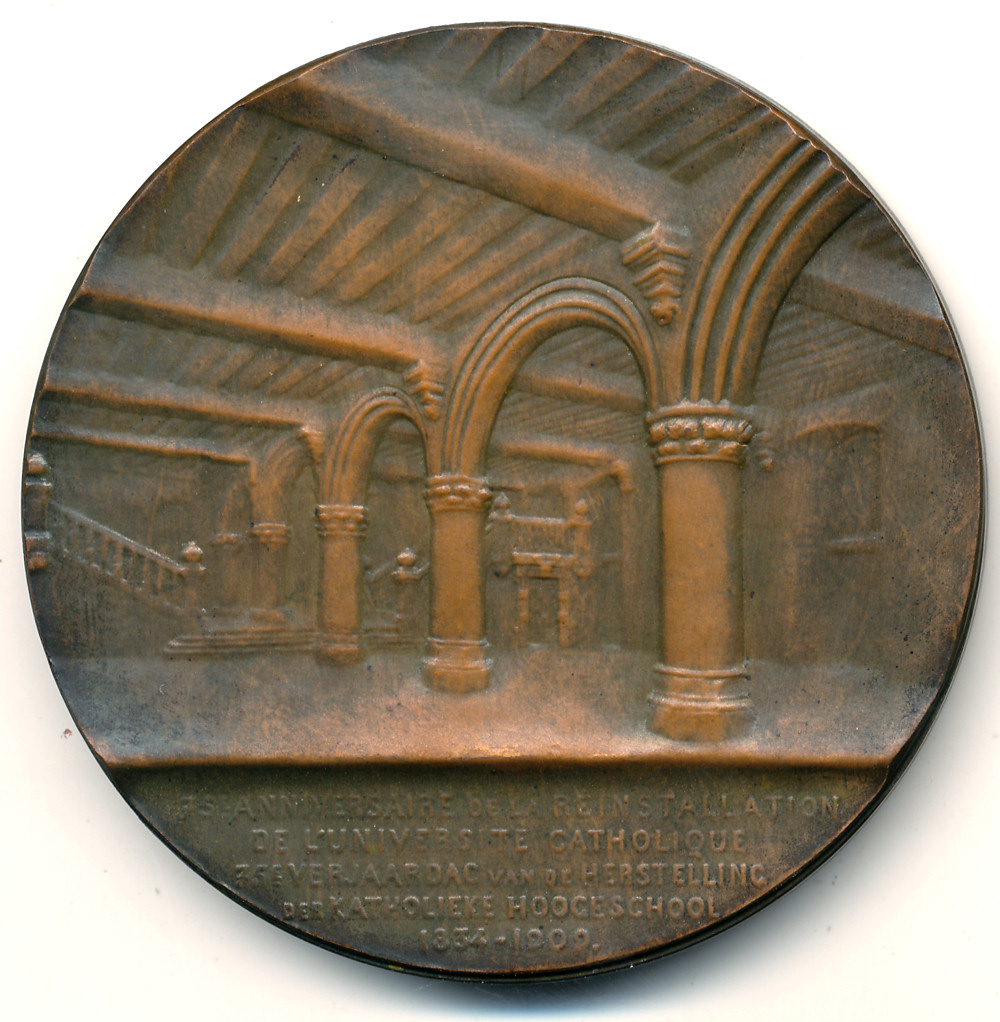
Revers de la médaille du 75e Anniversaire de la Réinstallation de l'Université catholique de Louvain 1834-1909, signée Frantz Vermeylen, bronze, 60 mm, dans la salle des pas-perdus des Halles de Louvain, située Ladeuzeplein.

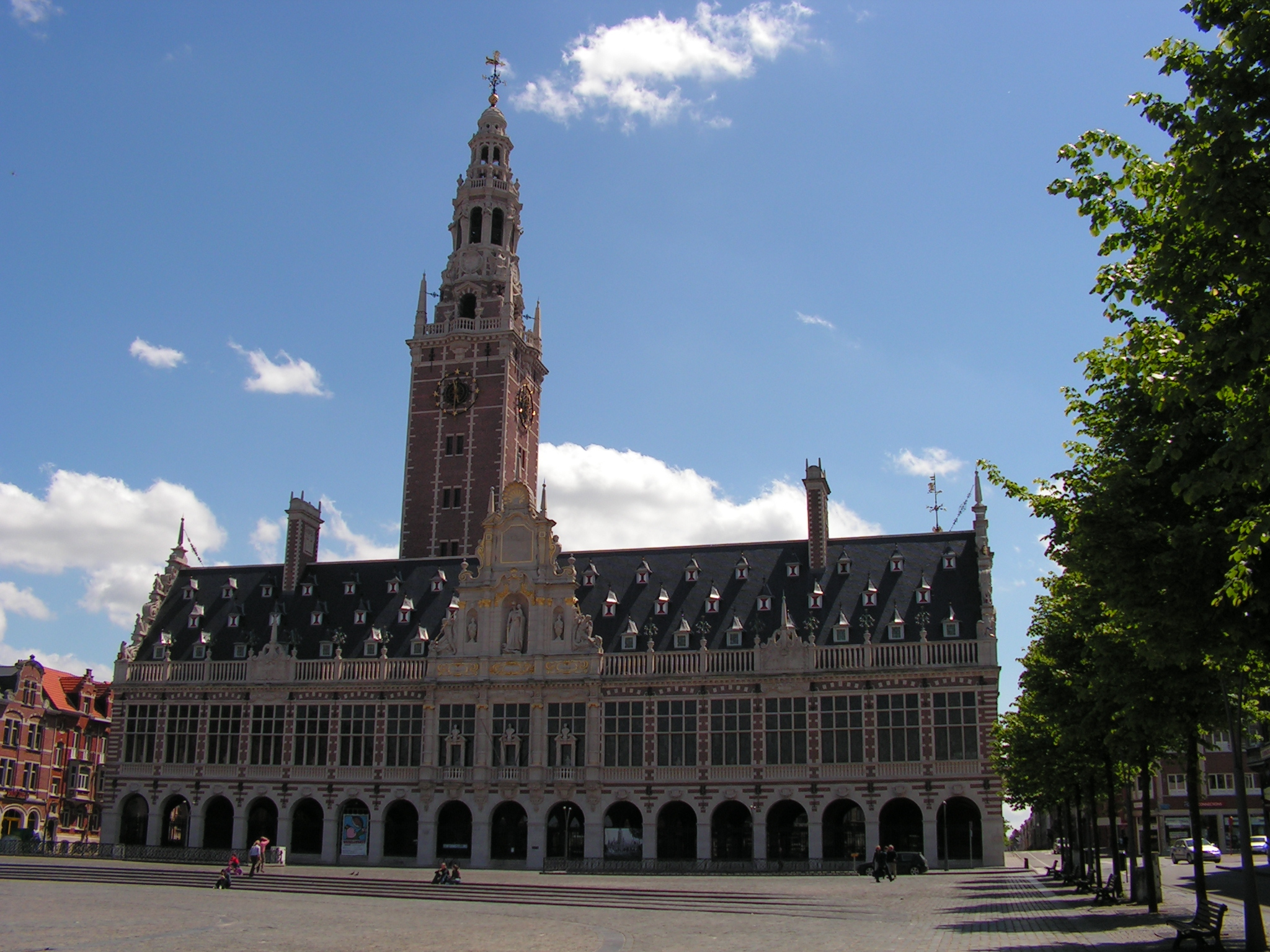
La bibliothèque de l'université.

La ville de Louvain a été le siège d'institutions universitaires de renom qui s'y sont succédé.
- D'abord dès 1425 : l'Université de Louvain (1425-1797) ou Studium Generale Lovaniense ou Universitas studiorum Lovaniensis, qui fut fondée par un prince français, Jean de Bourgogne (Jean IV duc de Brabant) du consentement du Pape Martin V. Cette université deviendra une des plus prestigieuses institutions d'Europe. Elle a été officiellement supprimée en 1797 et remplacé par l'École centrale de Bruxelles.
- En 1517, le Collegium Trilingue institut universitaire, qui fut une institution humanistique à l'origine indépendante de l'Université.
- En 1817, l'Université d'État de Louvain, fondée par le roi grand-duc Guillaume Ier d'Orange-Nassau. Cette université a été officiellement supprimée en 1835, et les milieux cléricaux en ont profité pour y transférer leur université tout juste créée à Malines (cf. ci-dessous).
- En 1835, l'Université catholique de Belgique, créée en 1834 à Malines, se transféra à Louvain et prit le nom d'Université catholique de Louvain. Cette Université dont le corps professoral était à l'origine composé presque uniquement d'ecclésiastiques est placée sous la direction directe des évêques de Belgique. Cette université a été scindée en 1968, à la suite d'un conflit entre flamands et francophones, en une aile flamande (la Katholieke Universiteit Leuven ou KUL) qui est restée à Louvain et une aile francophone (l'Université catholique de Louvain) qui s'est installée à Louvain-la-Neuve, une ville créée pour l'occasion, dans le Brabant wallon, près de Wavre.
- UZ Leuven.

### La capitale de la brasserie
En raison de la présence séculaire de la brasserie Artois (qui a formé le groupe Interbrew, aujourd'hui devenu AB InBev) et de l'animation étudiante, Louvain passe aussi pour la capitale de la bière en Belgique. Une autre petite brasserie de production, la brasserie Domus se trouve dans le centre de la ville.

## Sites culturels, historiques et touristiques
- Grand béguinage (Groot Begijnhof), inscrit depuis 1998 sur la liste du patrimoine mondial de l'UNESCO avec 12 autres béguinages flamands. L'ensemble couvre une superficie de 7 ha. Enserré par les bras de la Dyle, il a préservé 72 maisons ornées de fenêtres à meneaux. Cet ensemble égayé de puits, fontaines et statues est devenu une résidence universitaire, mais les édifices non occupés se visitent ;
- Stadhuis : l'Hôtel de Ville du XVe siècle, est aussi un monument qui doit être mentionné ;
- Église Saint-Pierre (Sint-Pieterskerk) : de style gothique brabançon, elle a été construite entre 1425 et 1450 ;
- Museum M (anciennement musée Vander Kelen-Mertens) : ancien collège de Savoie du XVIIIe siècle. Le nouveau bâtiment a été conçu par l'architecte Stéphane Beel ;
- Bibliothèque centrale universitaire : édifice en style néorenaissance, situé à la Ladeuzeplein ;
- Jardin botanique : (Hortus Botanicus Lovaniensis), situé au Kapucijnenvoer ;
- Abbaye de Parc ;
- Château d'Arenberg ;
- Abbaye Sainte-Gertrude : fondée en 1202 par Henri II de Brabant, cette abbaye bénédictine possède un cloître remarquable. Son église, devenue paroissiale aujourd'hui, dispose d'une flèche ajourée montant jusqu'à 71 mètres[8] ;
- Abbaye du Mont-César : abbaye dans laquelle des moines bénédictins se sont installés en 1899. Elle occupe aujourd'hui l'emplacement d'un château fort dont le rôle fut important dans l'Histoire du duché de Brabant ;
- Église Sainte-Gertrude de Louvain ;
- Église Saint-Quentin de Louvain ;
- Église Saint-Michel de Louvain ;
- Kunstencentrum STUK : théâtre, danse, musique, art sonore ;
- Parc Saint Donat de Louvain.

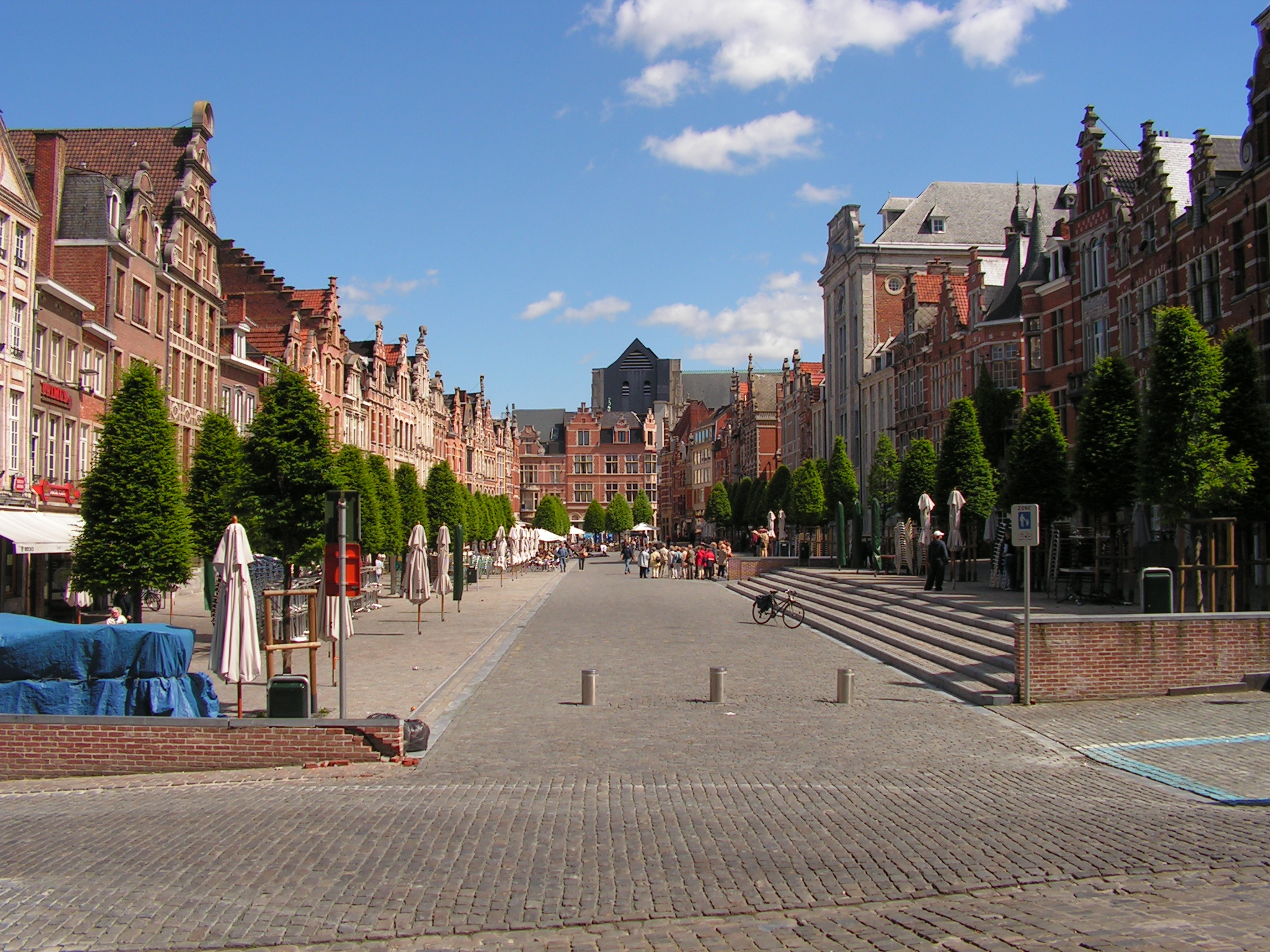
L'Oude Markt, Vieux marché en français est une grande place ornées de cafés.
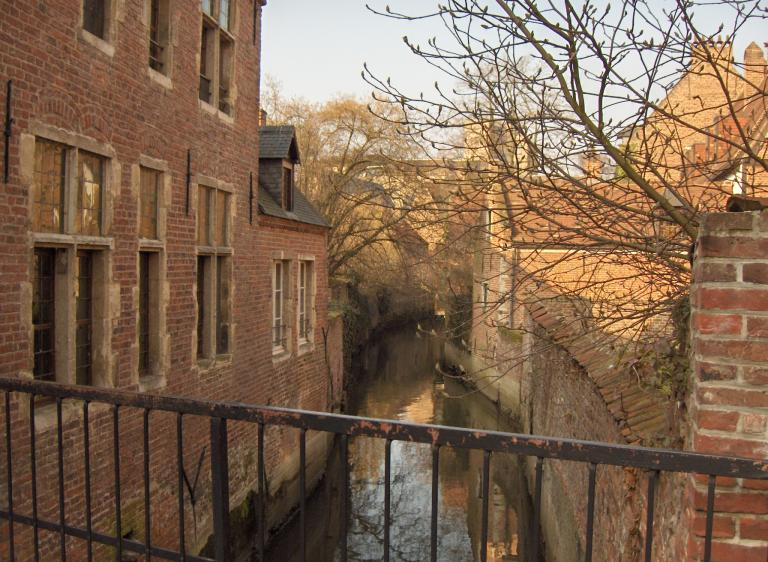
L'un des canaux passants le long du Grand béguinage.
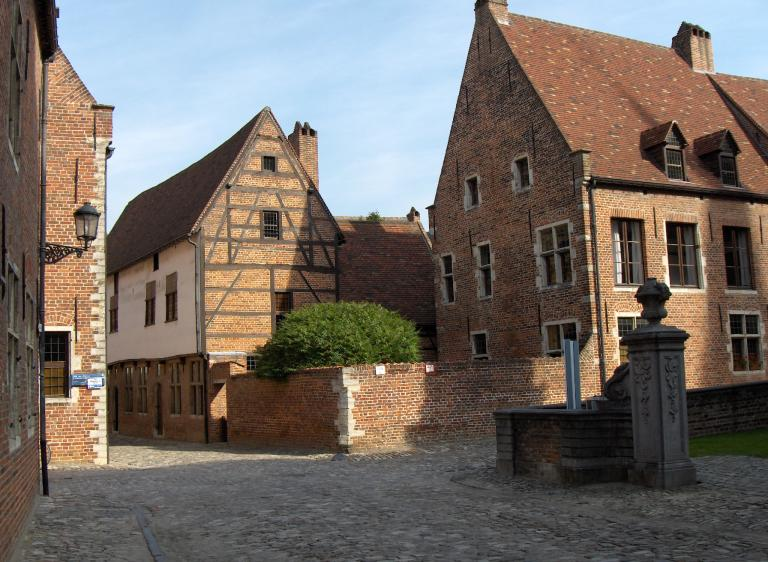
Le vieux centre du grand béguinage.
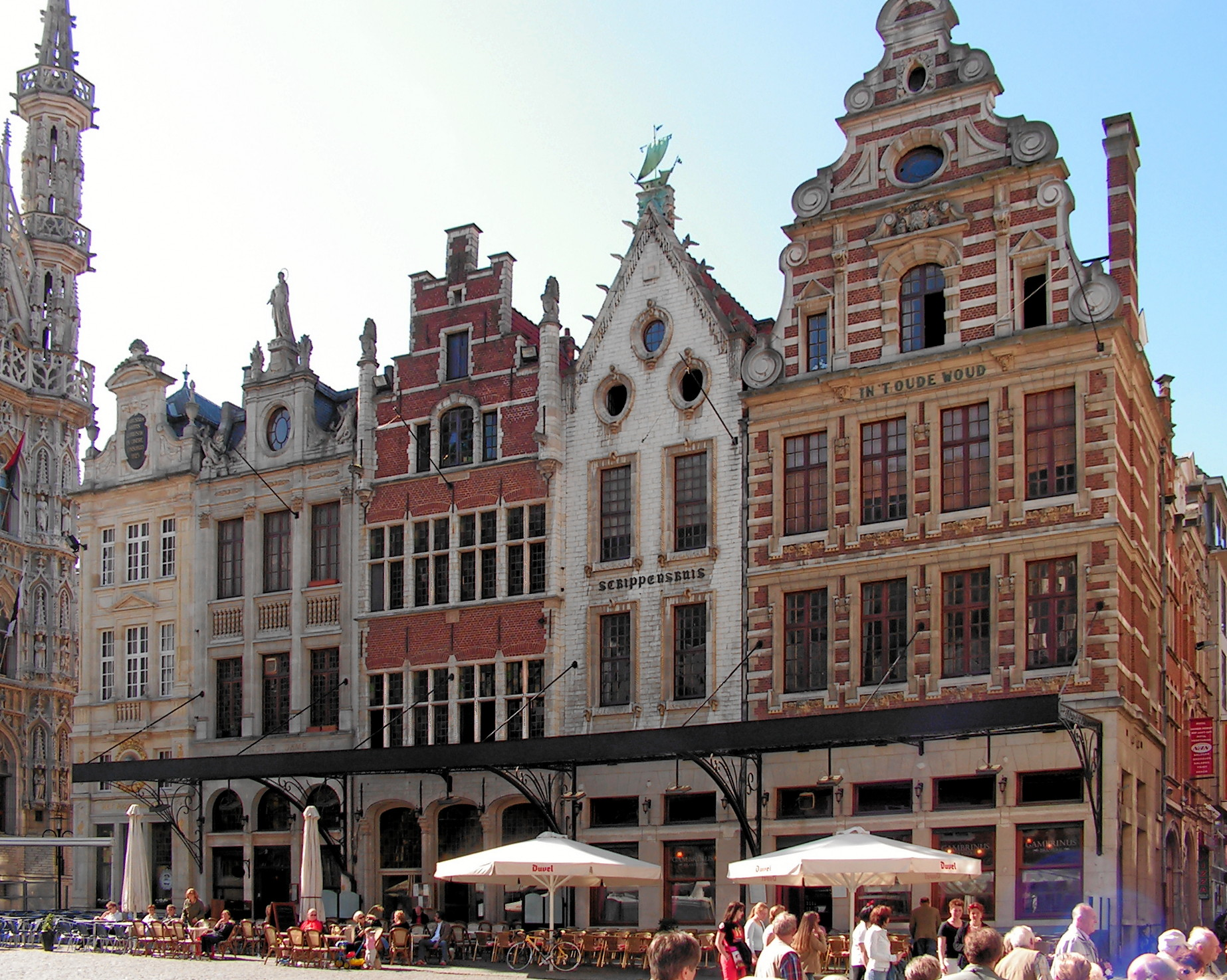
Des maisons de la Grand Place (Grote Markt).
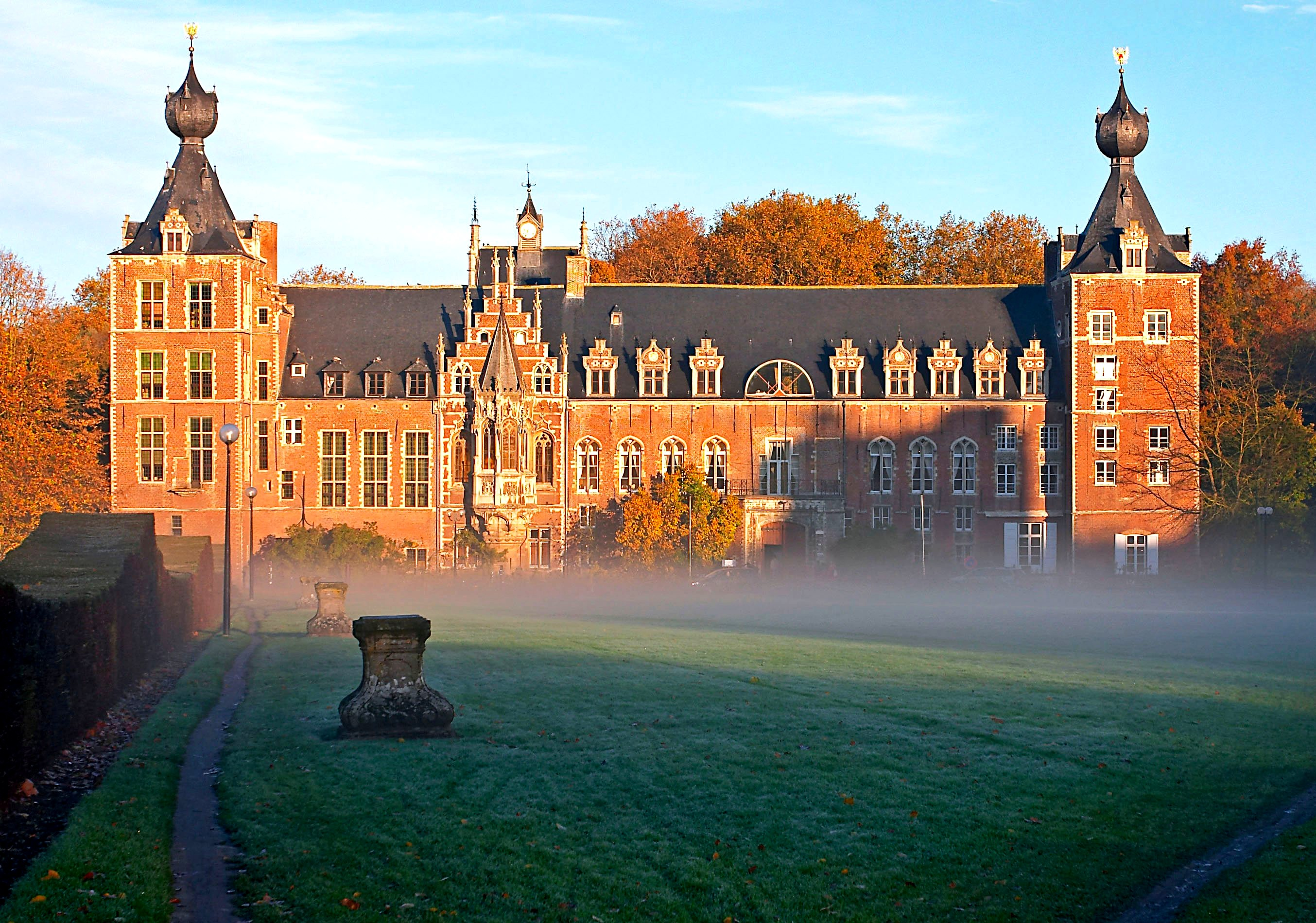
Le château d'Arenberg.
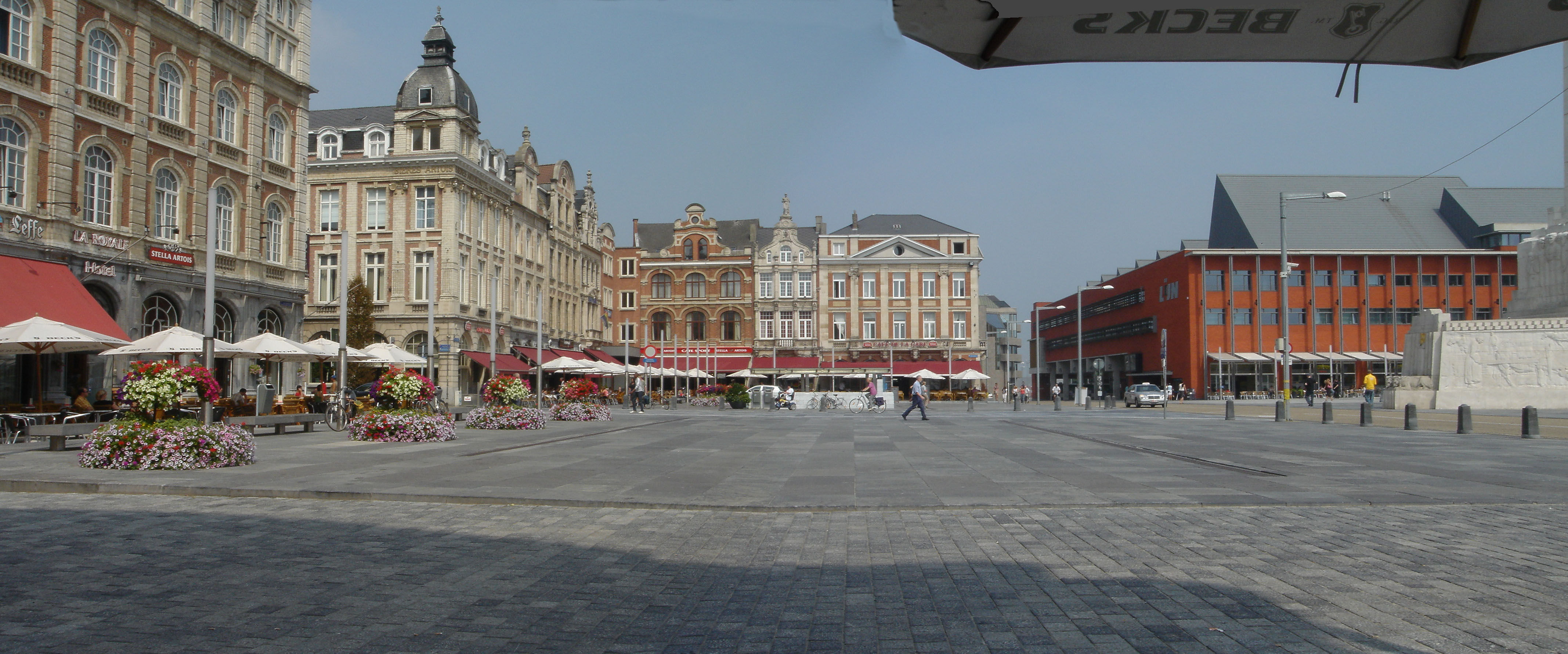
La Martelarenplein (Place des Martyrs) où se trouve la gare.
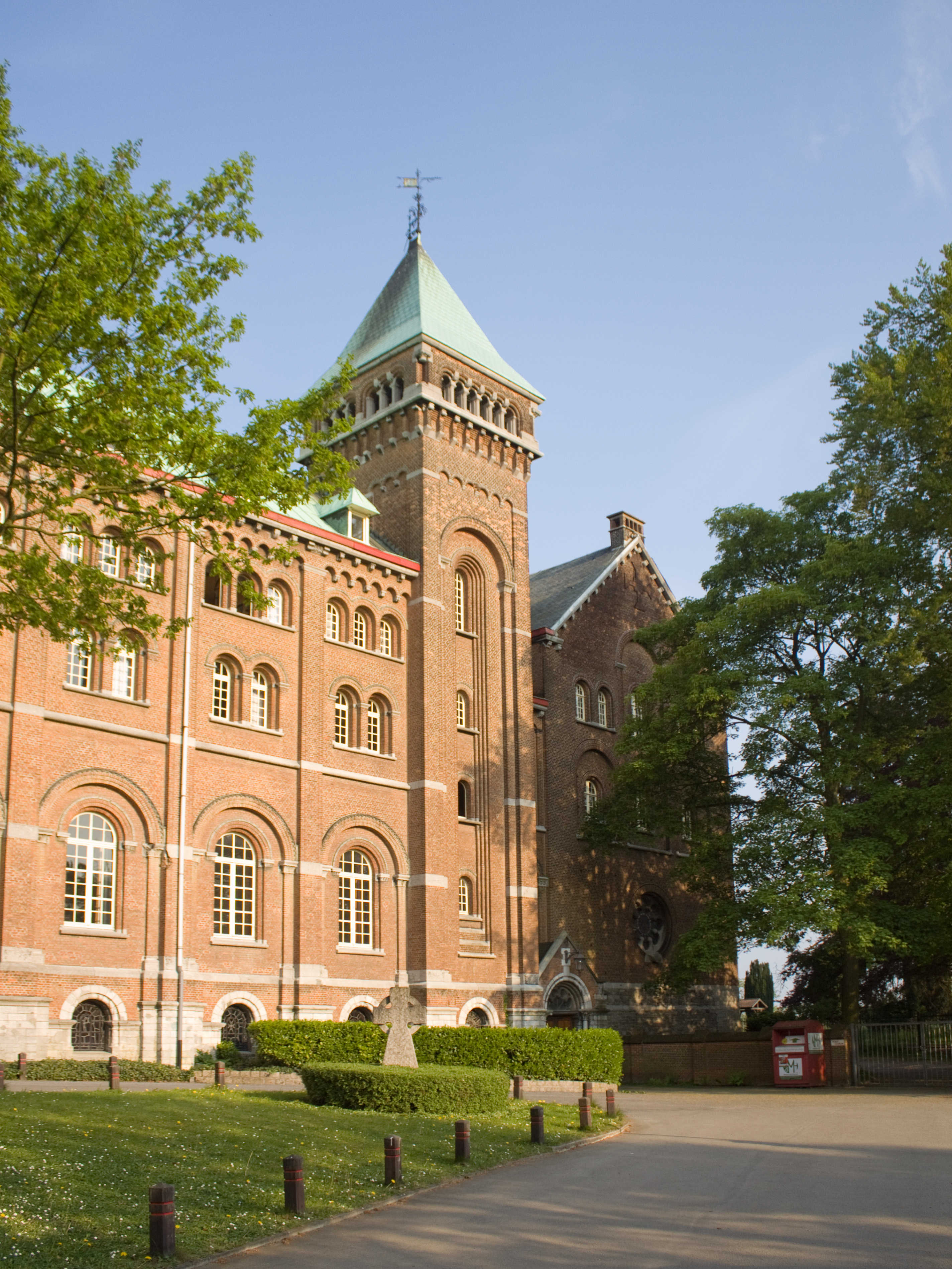
Abbaye du Mont-César.
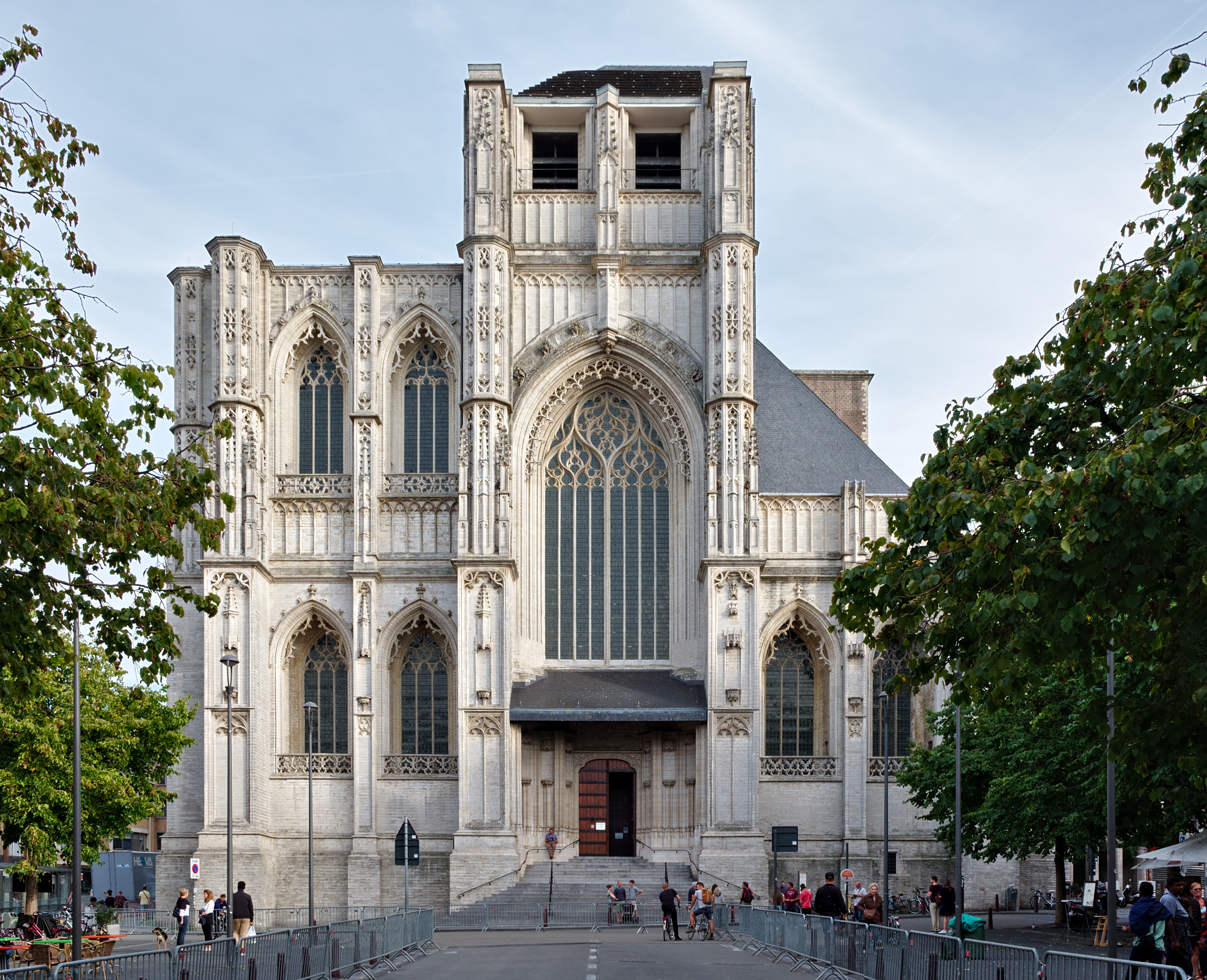
L'église Saint-Pierre.
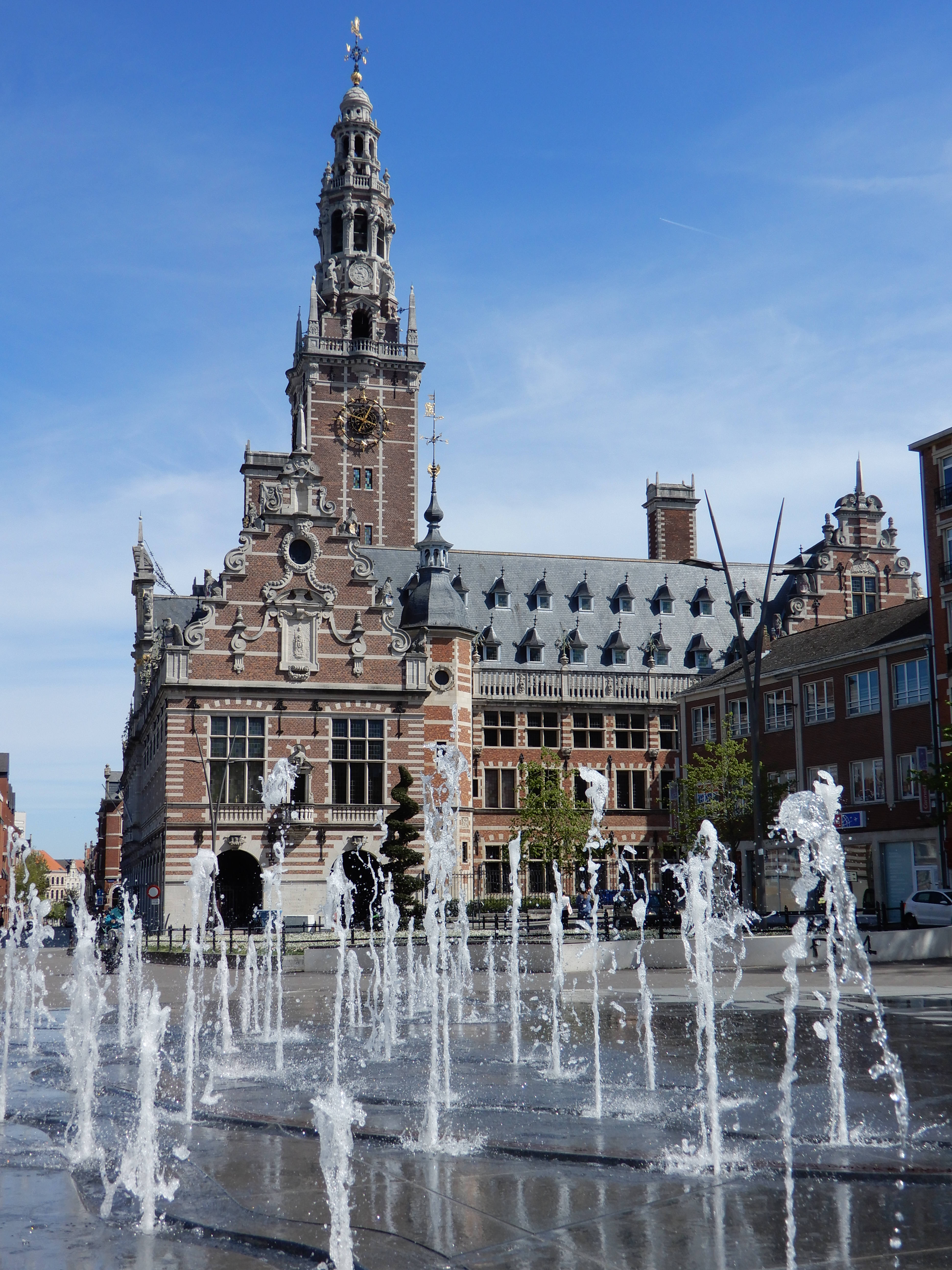
Herbert Hooverplein.
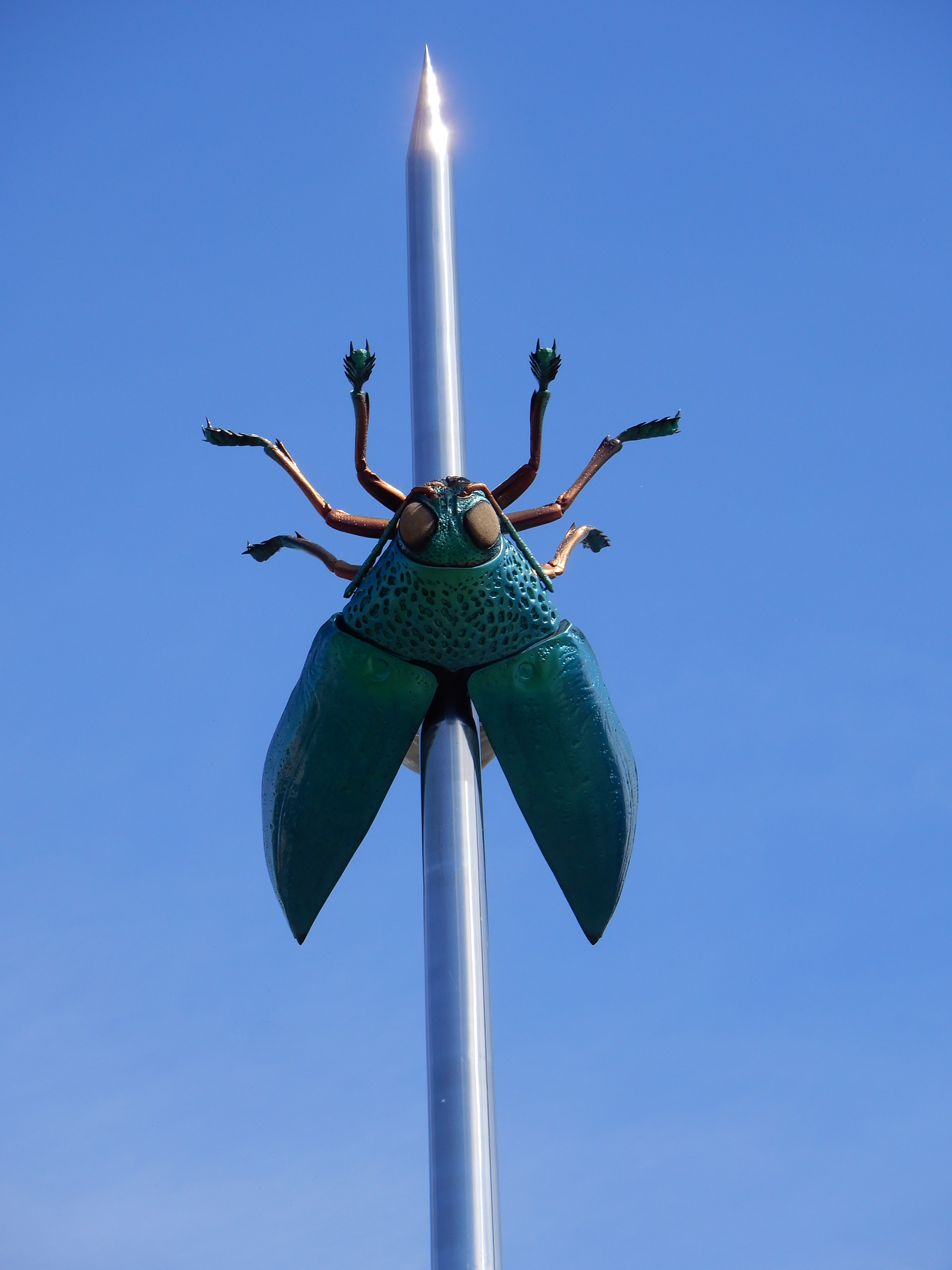
Jan Fabre's Beetle Totem.

## Cultes
Le principal lieu de culte de Louvain est la collégiale Saint-Pierre. Citons aussi les églises Notre-Dame et Saint-Jacques ainsi que l'abbaye de Sainte-Gertrude et Grand béguinage et le Petit béguinage.

## Personnalités

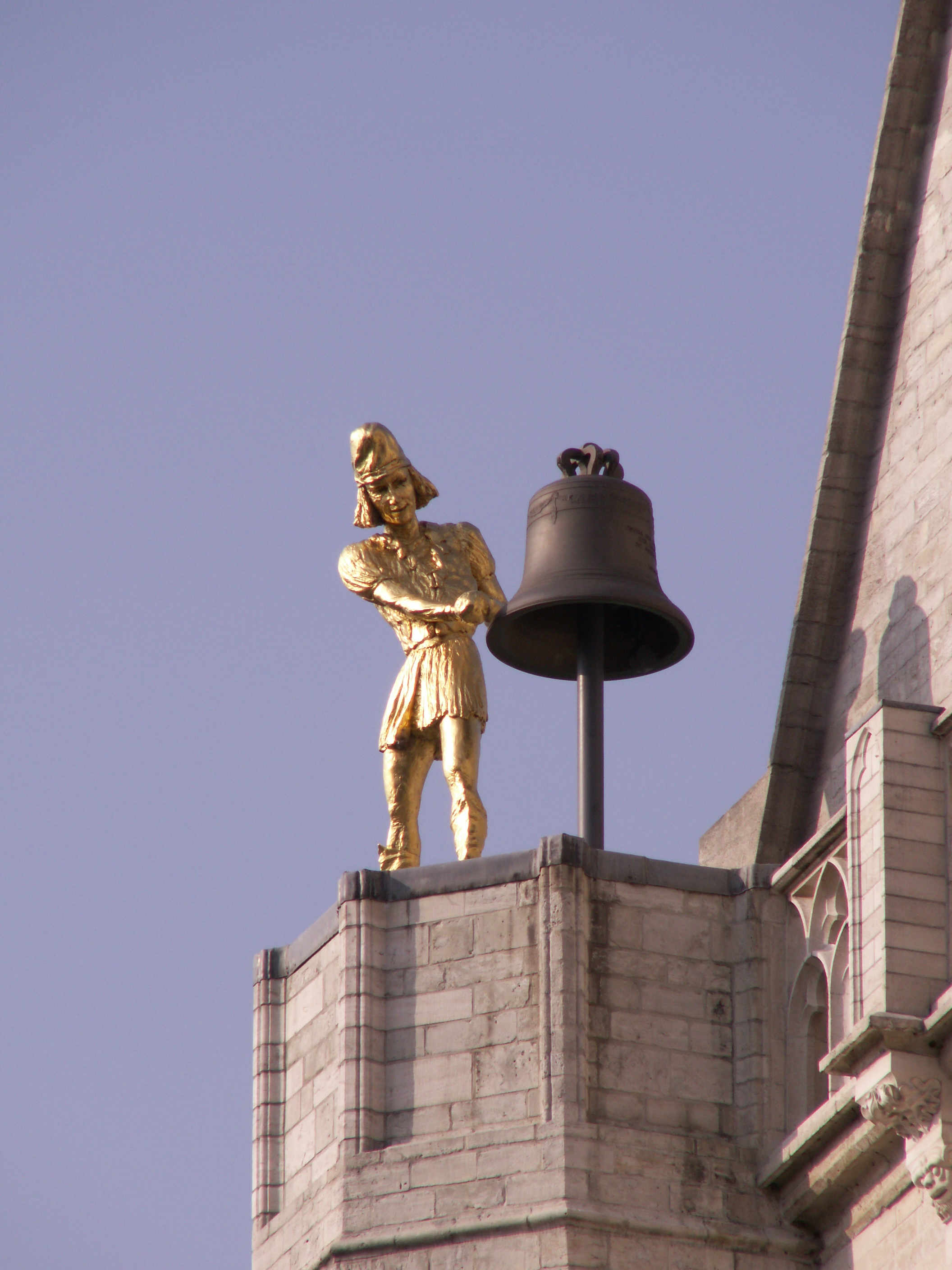
Le jacquemart (sonneur de cloche) de la collégiale Saint-Pierre.

- Bienheureuse Marguerite de Louvain.
- Dirk Bouts, peintre néerlandais (1415-1475), mort à Louvain.
- Quentin Metsys (1466-1530), peintre, né soit à Louvain soit à Anvers[9].
- Eustache Chappuis, (c. 1491- Louvain, 1556), savoyard, ancien ambassadeur de Charles-Quint, fondateur du Collège de Savoie à Louvain au XVIe siècle.
- Simon Renard (1513-1573), conseiller et ambassadeur de Charles Quint, docteur en droit de l'université de Louvain.
- Adrien Romain (1561-1615), mathématicien belge, né à Louvain.
- Libert Froidmont (1587-1653), théologien et scientifique à l'université de Louvain, mort à Louvain.
- Roch van Godsenhoven, né à Louvain en 1648, avocat, secrétaire de la ville de Louvain, receveur du Saint-Esprit, notaire[10],[11].
- Jean-Laurant de Vroye, père, bourgmestre de Louvain de 1713 à 1716.[réf. nécessaire]
- Jean-Laurant de Vroye, fils (1709-1781), né à Louvain, seigneur de Linden, bourgmestre de Louvain.[réf. nécessaire]
- Pierre-Joseph van Bemmel, écuyer, échevin de Louvain en 1737.
- Jean Proteau (1752-1794), général des armées de la République française, tombé au champ d'honneur à Louvain.
- Jean Dominique van Buggenhout, licencié en droit, secrétaire puis pensionnaire de la ville de Louvain au XVIIIe siècle.
- François-Henri Laenen (1801-1849) architecte de la ville qui réalisa le premier bâtiment de la gare, mort à Louvain.
- Charles-Auguste de Bériot (1802-1870), compositeur et violoniste belge né à Louvain.
- Dionysius De Bruyn dit Denis (1804-1886), maître potier né à Louvain et décédé à Lille Nord.
- Edward Van Even (1821-1905), archiviste de la ville de Louvain, né et mort à Louvain.
- Gustave De Bruyn, faïencier né à Louvain en 1838.
- Joseph Maswiens (1828-1880), peintre d'intérieurs d'église, élève de Jules Victor Génisson, autre peintre louvaniste.
- Joseph de Veuster (1840-1889), canonisé saint Damien de Molokaï, Apôtre des Lépreux, mort à Molokaï et dont la tombe se trouve à Louvain.
- Isala Van Diest (1842-1916), première femme médecin de Belgique, née à Louvain.
- Charles-Jean de La Vallée Poussin (1866-1962), mathématicien, né à Louvain.
- Jean Hérain (1853-1924), sculpteur né à Louvain.
- Léonie Keingiaert de Gheluvelt (1885-1966), première femme bourgmestre belge, née à Louvain.
- Émile-Henry Tilmans (1888-1960), peintre et graveur, né à Louvain.
- Gaston Eyskens (1905-1988), homme politique belge, mort à Louvain.
- Cyriel Dubois (1914-1983), coureur cycliste belge, mort à Louvain.
- Paule Renard (1915-2006), assistante sociale et résistante, née à Louvain
- Mark Eyskens (1933), homme politique belge, fils de Gaston Eyskens, né à Louvain.
- Charles-André Gilis (1934), écrivain, né à Louvain.
- Louis Tobback (1938), homme politique, né à Louvain.
- Bruno Tobback (1969), homme politique belge et fils de Louis Tobback, né à Louvain.
- Marc Herman (1947), humoriste belge, né à Louvain.
- André Antoine (1960), homme politique belge francophone, né à Louvain.
- Hamid Aït Abderrahim (1961), Professeur algéro-belge à l'université catholique de Louvain, également directeur du Centre de l'énergie nucléaire (SCK-CEN) de Mol (Belgique)[réf. nécessaire].
- Gauthier Dosimont (1966- ), dessinateur de bande dessinée, né à Louvain.
- Hugues Wailliez (1969), homme politique belge francophone, né à Louvain.
- Fabio Zenoni (1970), acteur belge, né à Louvain.
- Cléo Palacio-Quintin (1971), compositrice et flûtiste, née à Louvain.
- Ingrid Robeyns (1972-), philosophe et économiste, née à Louvain.
- Dries Mertens (1987-), footballeur évoluant au SSC Naples, né à Louvain.
- Selah Sue (1989-), auteur-compositeur chanteuse, née à Louvain.
- Yannick Eijssen (1989-), coureur cycliste, né à Louvain.
- Jasper Stuyven (1992-), coureur cycliste, né à Louvain.
- Dennis Praet (1994-), footballeur évoluant au Leicester City Football Club, né à Louvain.
- Sarah Wijnants (1999-), joueuse au RSC Anderlecht (féminines), née à Louvain.
- Elise Mertens (1995-), joueuse de tennis

## Jumelages

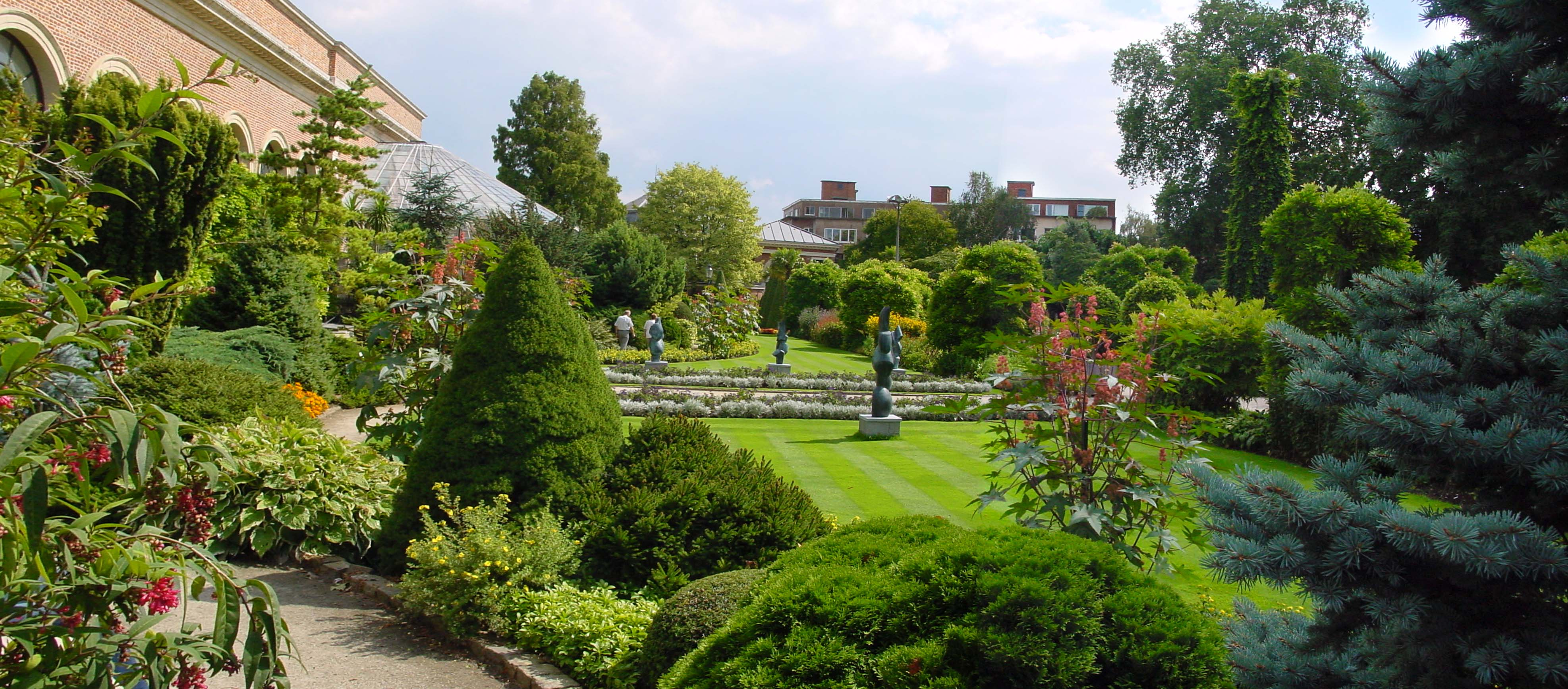
Le Jardin botanique (Kruidtuin).

La ville de Louvain est jumelée avec :
- Rennes (France) ;
- Bois-le-Duc (Pays-Bas) ;
- Lüdenscheid (Allemagne) ;
- Cracovie (Pologne) ;
- Ottignies-Louvain-la-Neuve (Belgique).

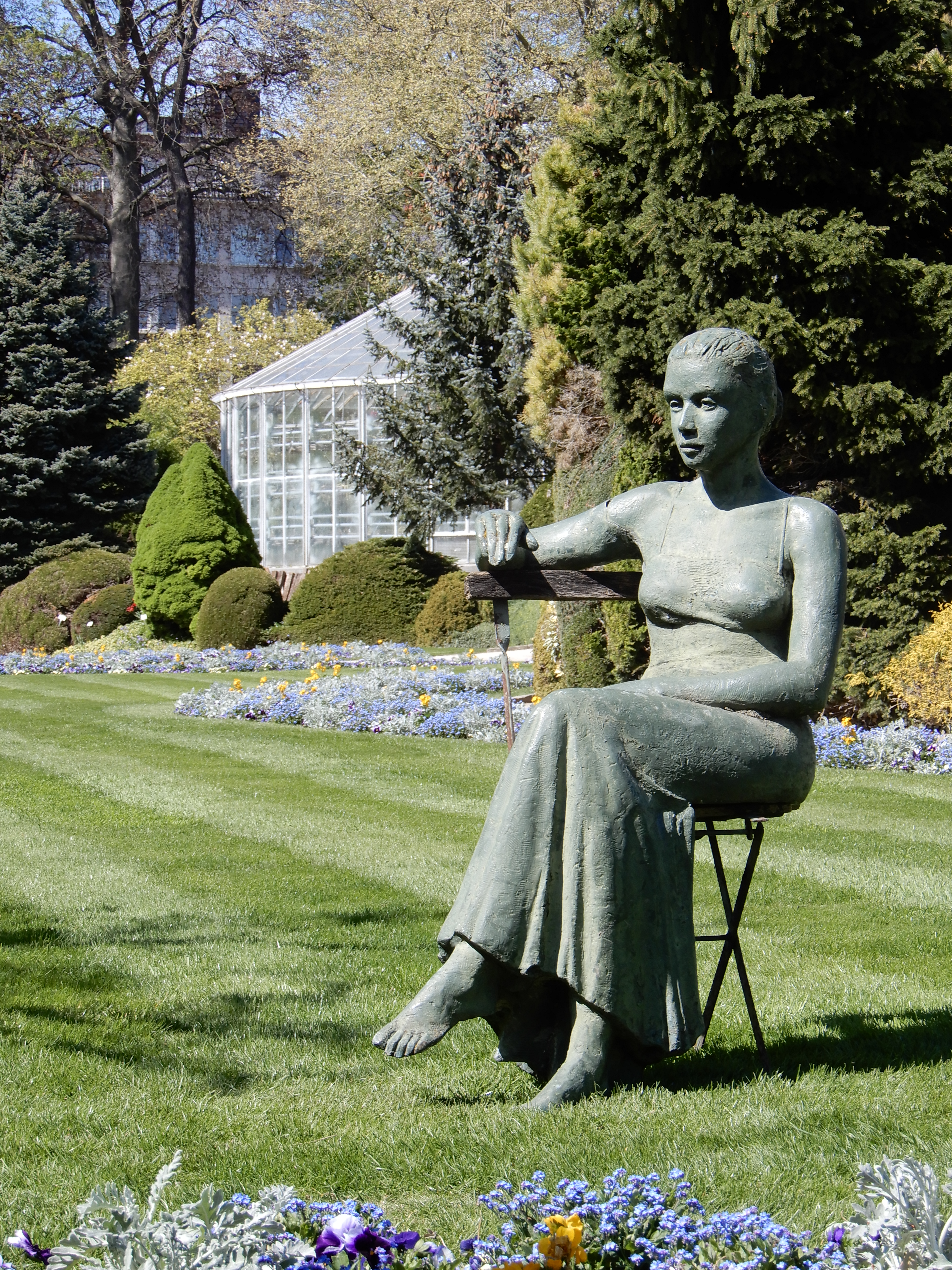
Le Jardin botanique en avril 2022.

Elle entretient également des pactes d'amitié avec :
- Tainan (Taïwan) ;
- Stellenbosch (Afrique du Sud).

Elle possède également un « village d'adoption » :
- Cristian (Roumanie).

## Transports

### Routes
Louvain est bordée par la E 40 d'une part et la E 314 d'autre part. Elle possède son ring propre, le R 23. Louvain est également traversée par la  qui relie Bruxelles à Maastricht et la  qui relie Bruxelles à Liège.

### Trains

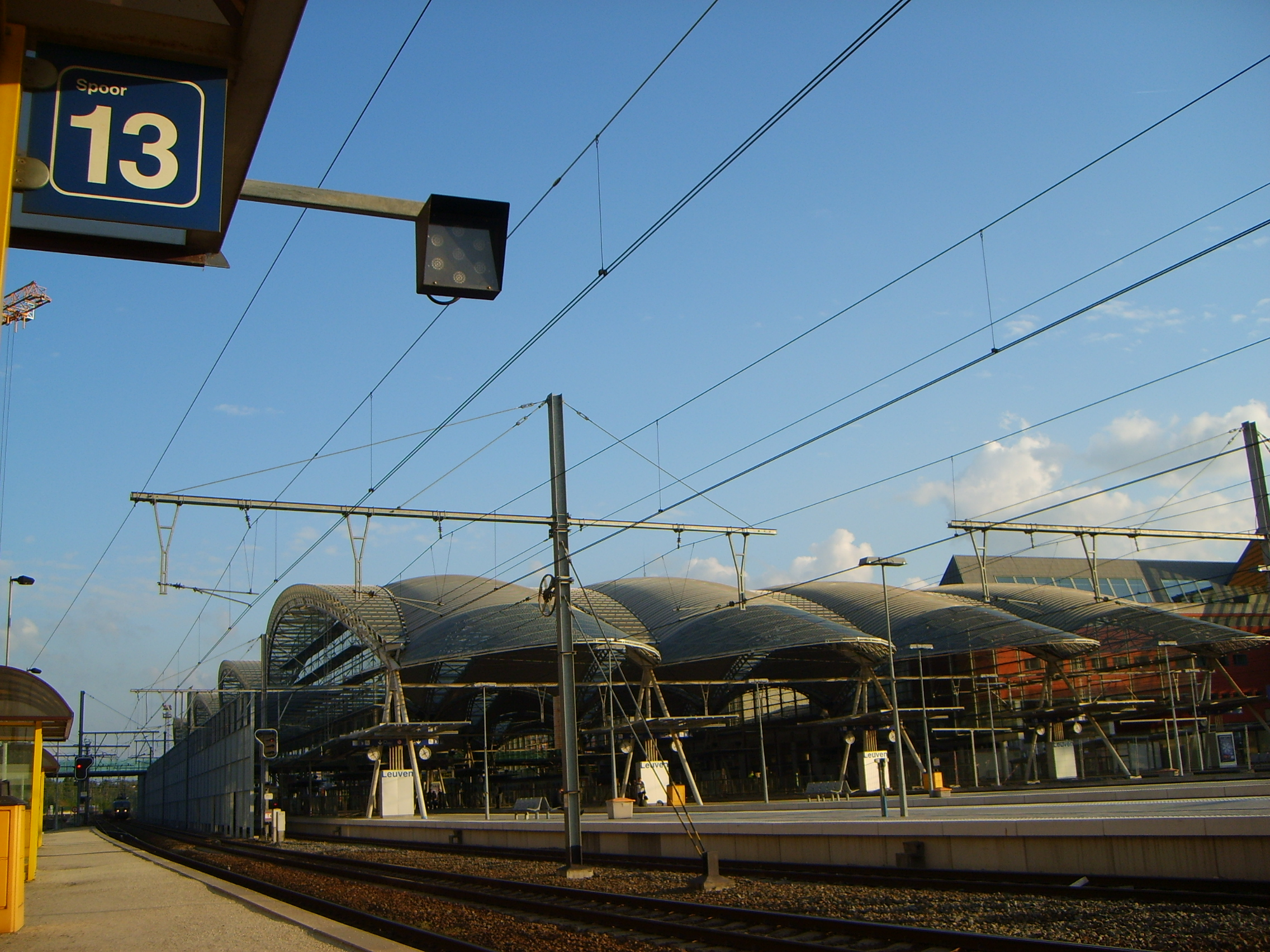
La gare de Louvain.

Louvain dispose d'une gare sur la ligne 36 entre Bruxelles-Nord et Liège-Guillemins.

### Air
Louvain est située à une quinzaine de kilomètres à l'est de l'aéroport de Bruxelles-National avec lequel il est connecté via le chemin de fer et 3 lignes de bus (De Lijn).

## Sport
Louvain possède plusieurs équipes de sport dont un club de football évoluant en Jupiler Pro League, le Oud-Heverlee Louvain souvent abrégée OHL, une autre équipe de sport de haut niveau évolue également à Louvain, il s'agit du club de basket-ball, le Leuven Bears.
Au niveau des autres clubs populaires de la ville, l'équipe de hockey sur glace, l'IHC Louvain s'illustre comme étant un des meilleurs club de Belgique comptant actuellement deux sacres nationaux remportés dans les années 2000, la ville compte également une équipe de handball, évoluant en deuxième division nationale.

### Principaux clubs de la ville
Football
- Oud-Heverlee Louvain

Basket-ball
- Leuven Bears

Hockey-sur-glace
- IHC Louvain

Handball
- HC Leuven

Football 
- Oud-Herverlee Louve

### Principaux clubs disparus de la ville
Football
- Victoria Football Club Louvain
- K Stade Louvain
- K Daring Club Louvain

## Pour en savoir plus
- Edward Van Even, Louvain monumental ou Description historique et artistique de tous les édifices civils et religieux de la dite ville, Louvain, C.J. Fonteyn, 1860.
- Edward Van Even, L'Omgang de Louvain, dissertation historique et archéologique sur ce célèbre cortège communal, Louvain, C.-J. Fonteyn & Bruxelles, T.-J.-I. Arnold, 1863.
- Edward Van Even, Louvain dans le passé et dans le présent, formation de la ville, événements mémorables, territoire, topographie, institutions, monuments, oeuvres d'art, Louvain, Auguste Fonteyn, 1895.